# Poreber
Poreber je naselje v Občini Kamnik.

## Zgodovina
Poreber je eno starih naselji, prvič omenjeno leta 1209, ko je istrski mejni gorof Henrik IV. Andeški z listino, izdano v Kamniku v navzočnosti številnih svojih ministerialov, podelil za svoj dušni blagor gornjegrajskemu samostanu dve kmetiji v Porebru, po njegovi smrti pa naj bi samostanu pripadale še štiri druge v tem kraju. Poreber je tako kmalu postala sedež posebnega gornjegrajskega zemljiškegan urada, ki je obsegal smostansko posest v Tuhinjski dolini, bil pa je tudi sedež župana. 